# Skadovsk
Skadovsk (en ucraïnès Скадовськ, en rus Скадовск) és una ciutat de l'óblast de Kherson, Ucraïna. El 2021 tenia 17.344 habitants.